# Campeonato Azeri de Futebol de 2023–24 – Primeira Divisão
A Primeira Divisão do Campeonato Azeri de Futebol de 2023–24, também conhecida como Misli Premyer Liqası de 2023–24 (por razões de patrocínio), é a 32.ª temporada da Premier League do Azerbaijão (em azeri: Azərbaycan Premyer Liqası), campeonato de clubes equivalente à primeira divisão do futebol do Azerbaijão.
Dez clubes participam da temporada, que começou em 4 de agosto de 2023 e tem término previsto para meados de 2024. O certame é organizado e dirigido pela Liga de Futebol Profissional (em azeri: Peşəkar Futbol Liqası, que usa a sigla PFL).

## Regulamento
A Primeira Divisão do Campeonato do Azerbaijão de 2023–24 terá o mesmo regulamento da última temporada. Serão 10 equipes disputando o título no sistema de pontos corridos. Cada time fará 36 jogos divididos em quatro turnos, sendo 18 jogos como mandante e outros 18 como visitante. O campeão será a agremiação que fizer mais pontos ao fim do campeonato. O último colocado será rebaixado para a Segunda Divisão do Campeonato do Azerbaijão de 2024–25.

### Vagas para outras competições
A classificação de clubes às competições da UEFA de 2024–25 (Liga dos Campeões, Liga Europa e Liga Conferência) observará as situações abaixo identificadas, considerando as vagas previstas: 
1. O campeão da Misli Premier League se classifica para a primeira pré-eliminatória da Liga dos Campeões;
2. O vice-campeão e terceiro colocado garantem vagas na segunda pré-eliminatória da Liga Conferência Europa;
3. Se o vencedor da Copa do Azerbaijão terminar a competição no 1º, 2º ou 3º lugar, a vaga para a Liga Conferência Europa atribuída ao campeão da copa nacional será repassada ao 4º lugar da Premier League.[2]

### Critérios de desempate
Em caso de empate em pontos ganhos entre 2 (dois) ou mais clubes, o desempate, para efeito de classificação final, será efetuado observando-se os critérios abaixo:
1. Pontos no confronto direto;
2. Saldo de gols no confronto direto;
3. Gols pró (marcados) no confronto direto;
4. Vitórias;
5. Saldo de gols;
6. Gols pró (marcados);
7. Menos cartões vermelhos;
8. Menos cartões amarelos;
9. Sorteio.[2]

## Classificação
| Pos | Equipe         | Pts | J  | V  | E | D  | GP | GC | SG  | Classificação                                       |
| --- | -------------- | --- | -- | -- | - | -- | -- | -- | --- | --------------------------------------------------- |
| 1   | Qarabağ (C, Q) | 69  | 28 | 22 | 3 | 3  | 77 | 24 | +53 | Primeira pré-eliminatória da Liga dos Campeões      |
| 2   | Neftçi         | 43  | 28 | 12 | 7 | 9  | 35 | 29 | +6  | Segunda pré-eliminatória da Liga Conferência Europa |
| 3   | Zira           | 42  | 28 | 11 | 9 | 8  | 22 | 18 | +4  | Segunda pré-eliminatória da Liga Conferência Europa |
| 4   | Sumqayıt       | 42  | 28 | 11 | 9 | 8  | 27 | 32 | −5  |                                                     |
| 5   | Sabah          | 40  | 28 | 11 | 7 | 10 | 39 | 33 | +6  |                                                     |
| 6   | Səbail         | 38  | 28 | 10 | 8 | 10 | 40 | 42 | −2  |                                                     |
| 7   | Turan          | 36  | 28 | 9  | 9 | 10 | 42 | 39 | +3  |                                                     |
| 8   | Araz-Naxçıvan  | 32  | 28 | 8  | 8 | 12 | 27 | 37 | −10 |                                                     |
| 9   | Kapaz          | 27  | 28 | 7  | 6 | 15 | 30 | 53 | −23 |                                                     |
| 10  | Gabala         | 16  | 28 | 4  | 4 | 20 | 20 | 52 | −32 | Rebaixado para a segunda divisão                    |